# Wspólnota administracyjna Bärenstein
Wspólnota administracyjna Bärenstein (niem. Verwaltungsgemeinschaft Bärenstein) – wspólnota administracyjna w Niemczech, w kraju związkowym Saksonia, w okręgu administracyjnym Chemnitz, w powiecie Erzgebirgskreis. Siedziba wspólnoty znajduje się w miejscowości Bärenstein.
Wspólnota administracyjna zrzesza dwie gminy: 
- Bärenstein
- Königswalde